# Vandalur
Vandalur es una ciudad censal situada en el distrito de Chengalpattu en el estado de Tamil Nadu (India). Su población es de 16852 habitantes (2011). Se encuentra a 36 km de Chennai y a 42 km de Kanchipuram. 

## Demografía
Según el censo de 2011 la población de Vandalur era de 16852 habitantes, de los cuales 8410 eran hombres y 8442 eran mujeres. Vandalur tiene una tasa media de alfabetización del 90,71%, superior a la media estatal del 80,09%: la alfabetización masculina es del 95,16%, y la alfabetización femenina del 86,29%.